# Двойлацкий, Шолом Моисеевич
Шолом Моисеевич Дволайцкий (Двойлацкий) (1893, Жагаре, Ковенская губерния — 27 ноября 1937, Москва) — ученый-экономист, советский государственный деятель.

## Биография
Родился в местечке Жагоры Ковенской губернии, еврей. Окончил физико-математический факультет Юрьевского университета (1914).
Член РСДРП с 1911. В 1916 выслан в Сибирь за участие в забастовке-протесте против суда над социал-демократической фракцией 4-й Государственной думы.
В 1917—12.1919 член РСДРП (интернационалистов), член ВКП(б) с 12.1919 г. (принят с зачетом партстажа с 02.1917). С 1918 года преподавал экономические дисциплины в Коммунистическом университете им. Свердлова, Институте Красной профессуры, 1-го Московском государственном университете. С 1921 года член Коммунистической академии и её президиума, член редакции журнала «Под знаменем марксизма». Член Социалистической академии общественных наук (САОН).
С 1925 преимущественно на работе в государственном аппарате. В 1926—11.1930 член коллегии Народного комиссариата торговли СССР. А. Микоян в своих мемуарах вспоминал о нём: «Самым подготовленным был Двойлацкий, который был особенно силен в области банковского и валютного дела. Он имел специальное образование и проходил стажировку в Парижском советском банке, начиная с кассира».
С 11.1930 член коллегии Народного комиссариата внешней торговли СССР, член редакции Большой Советской Энциклопедии, член редакции Экономической Энциклопедии. Являлся членом Главконцесскома.
В 8.1934 — 7.1936 торгпред СССР во Франции.
В 7.1936 — 22.5.1937 — 1-й зам.председателя Всесоюзного комитета по делам высшей школы при СНК СССР.
Арестован 15.10.1937. Приговорен ВКВС 27.11.1937, обв.: участие в к.-р. тер.организации. Расстрелян 27.11.1937. Определением ВКВС от 25.06.1957 реабилитирован.

## Труды
- Двойлацкий Ш. Накопление капитала и проблема империализма // Красная новь, 1921, № 1.
- Дволайцкий Ш. М. Германия в 1923 г. : Фин.-экон. очерки. — М. : Московский рабочий, 1924. — 110 с.
- Шульце, Эрнст. Развал мирового хозяйства / Э. Шульце ; Пер. с нем. Ш. Двойлацкого. — Москва ; Петроград : Гос. изд-во, 1923. — VIII, 359 с. — (Библиотека мирового хозяйства и мировой политики / Кн. под общ. ред. К. Радека).